# Stefan Buck
Pour les articles homonymes, voir Buck.
Stefan Buck est un footballeur allemand né le 3 septembre 1980 à Bad Saulgau.

## Palmarès
Vierge